# Täçmyrat Agamyradow
Täçmyrat Agamyradow, ros. Тачмурад Шамакович Агамурадов, Taczmurad Szamakowicz Agamuradow (ur. 18 sierpnia 1952 w Aszchabadzie, Turkmeńska SRR) – turkmeński trener piłkarski. W 2001 uzyskał obywatelstwo rosyjskie.

## Kariera trenerska
Grał w miejscowej drużynie rezerw Kolhozçi Aszchabad na pozycji bramkarza, ale w wieku 20 lat doznał poważnej kontuzji i zaczął trenować dzieci. Ukończył Szkołę Sportową z internatem Komitetu Sportu Turkmeńskiej SRR, a następnie w 1974 roku - oddział trenerski Wydziału Wychowania Fizycznego Turkmeńskiego Uniwersytetu Państwowego. W 1974 pracował jako instruktor Towarzystwa Sportowego Kolhozçi w Aszchabadzie. W latach 1975–1982 trenował piłkarskie zespoły dzieci i uczniów w Aszchabadzie, a od 1982 do 1990 pracował jako starszy trener Wydziału Futbolu Komitetu Sportu Turkmeńskiej SRR.
W 1991 stał na czele klubu Nebitçi Balkanabat. W latach 1994–1996 prowadził klub Nisa Aszchabad i w tym samym czasie, w 1994 roku był szefem zespołu narodowego Turkmenistanu w piłce nożnej na XII Igrzyskach Azjatyckich w Hiroszimie (Japonia), a w 1995 trenował olimpijską reprezentację Turkmenistanu w piłce nożnej. W czerwcu 1997 został mianowany na stanowisko selekcjonera narodowej reprezentacji Turkmenistanu. Również w lipcu 1997 powrócił do pracy z Nisą Aszchabad, a w 1998 stał na czele Köpetdagu Aszchabad, którym kierował do lipca 1998. Od marca 2000 do czerwca 2001 ponownie trenował Köpetdag Aszchabad i reprezentację Turkmenistanu. Od 2002 do początku 2004 roku pracował jako trener-konsultant reprezentacji Uzbekistanu. Jednocześnie, od 2003 do sierpnia 2005 prowadził Paxtakor Taszkent. Od 1 czerwca do 21 sierpnia 2006 stał na czele kazachskiego Kajratu Ałmaty. Potem wrócił do Uzbekistanu, gdzie od maja 2007 do 2008 trenował Dinamo Samarkanda, a w latach 2009-2010 kierował działem selekcji Paxtakoru Taszkent. Od lipca 2010 do 2011 roku prowadził Lokomotiv Taszkent, a potem powrócił do wcześniej zajmowanego stanowiska w Pachtakorze. Od lipca 2011 do października 2011 roku pracował z Shoʻrtan Gʻuzor. We wrześniu 2011 roku ponownie został zaproszony do sztabu trenerskiego Pachtakoru, gdzie dawał konsultację głównemu trenerowi klubu. 1 maja 2012 roku został trenerem konsultantem, a potem stał na czele FK Buxoro. W 2014 ponownie został mianowany na stanowisko głównego trenera Dinama Samarkanda. Latem 2015 roku ponownie został trenerem-konsultantem FK Buxoro.

## Sukcesy i odznaczenia

### Sukcesy trenerskie
Nebitçi Balkanabat
- wicemistrz Turkmenistanu: 1992
- brązowy medalista Mistrzostw Turkmenistanu: 1993
- finalista Pucharu Turkmenistanu: 1992

Turkmenistan
- ćwierćfinalista Igrzysk azjatyckich: 1994, 1998

Nisa Aszchabad
- mistrz Turkmenistanu: 1996
- wicemistrz Turkmenistanu: 1994, 1995
- brązowy medalista Mistrzostw Turkmenistanu: 1997/98
- finalista Pucharu Turkmenistanu: 1996/97

Köpetdag Aszchabad
- mistrz Turkmenistanu: 1997/98, 2000
- zdobywca Pucharu Turkmenistanu: 2000
- półfinalista Pucharu Mistrzów Wspólnoty: 1998, 2001
- półfinalista Azjatyckiego Pucharu Zdobywców Pucharów: 1997/98

Paxtakor Taszkent
- mistrz Uzbekistanu: 2002, 2003, 2004, 2005
- zdobywca Pucharu Uzbekistanu: 2001/02, 2002/03, 2004
- półfinalista Azjatyckiego Ligi Mistrzów: 2002/03, 2004
- półfinalista Pucharu Mistrzów Wspólnoty: 2003